# Uwarowka (obwód samarski)
Uwarowka (ros. Уваровка) – wieś (sieło) w Rosji, w obwodzie samarskim, w rejonie syzrańskim. W 2010 liczyła 125 mieszkańców.